# Art macroesquemàtic

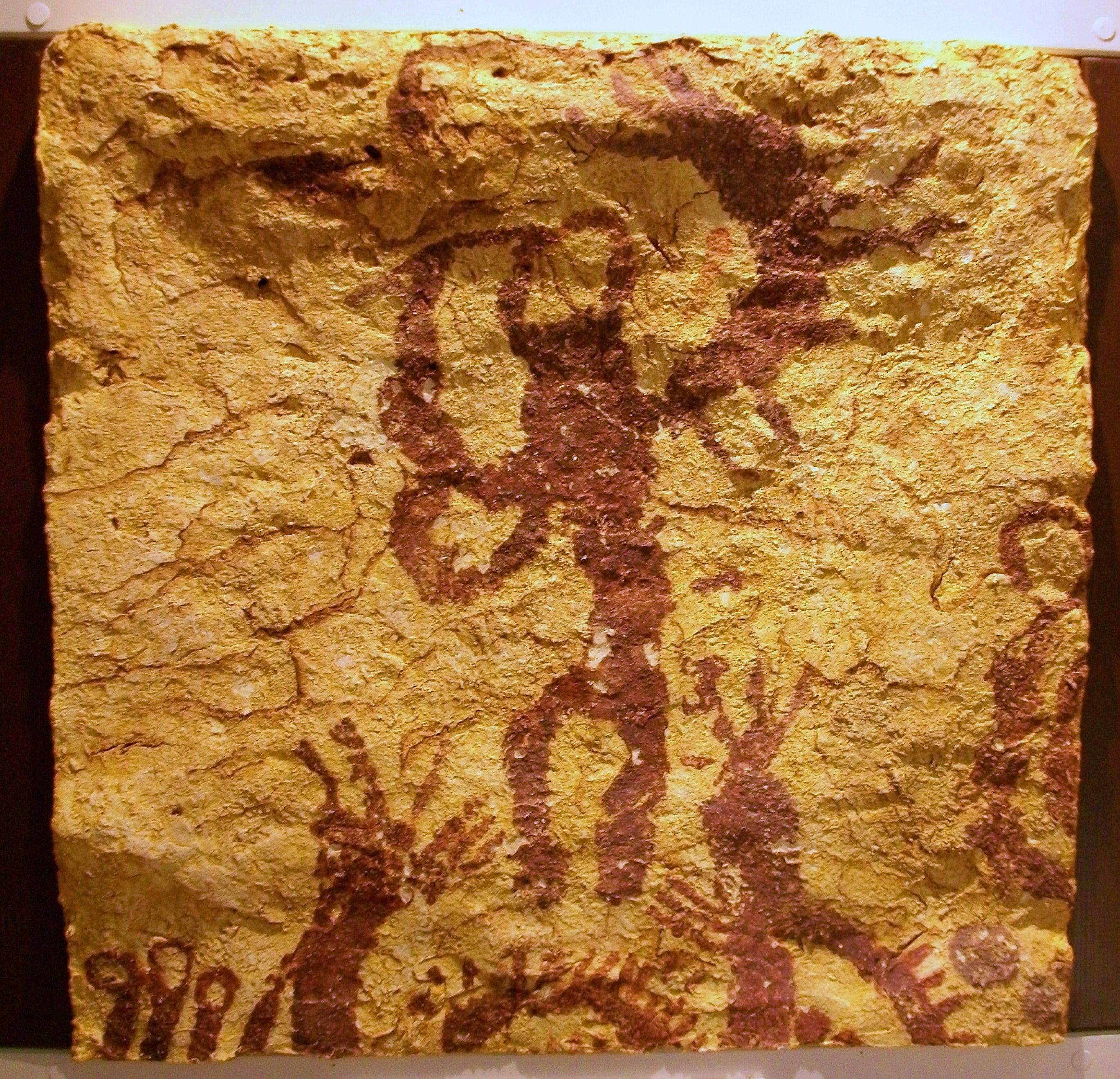
Reproducció de l'art macroesquemàtic del Pla de Petracos al Museu Arqueològic de Gandia

L'art macroesquemàtic és un estil d'art rupestre, descobert al voltant de l'any 1980 a la zona de la serra d'Aitana, considerat un dels tres estils rupestres de l'arc mediterrani de la península Ibèrica. Es caracteritza pels seus paral·lelismes amb l'art moble del Neolític antic, especialment en la decoració cardial de la ceràmica. S'usa pintura de color roig fosc i els motius són de grans dimensions i de traçat gruixut. També inclou la representació d'orants.
L'existència de motius semblants en les decoracions cardials de les ceràmiques de diverses coves, de les quals hi ha un exemplar de la cova de l'Or (Beniarrés, el Comtat), permet datar l'art macroesquemàtic en el Neolític antic, fa 7.000 anys, i per les seues imatges relacionar-lo amb rituals entorn de la fertilitat de les terres entre els primers agricultors i ramaders.
Aquest estil és habitual en les pintures rupestres de la zona de la serra d'Aitana, a la província d'Alacant. Es poden trobar pintures d'aquest estil en:
- Alcoi (l'Alcoià)
  - La Sarga. Abric I
  - La Sarga. Abric II
  - La Sarga. Abric III
- Benimassot (el Comtat)
  - Coves Roges. Abric I
  - Coves Roges. Abric II
- Tollos (el Comtat)
  - Coves Roges.
- Vall de Gallinera (la Marina Alta)
  - Barranc de Benialí. Abric IV
- Vall de Laguar (la Marina Alta)
  - Barranc de l'Infern. Conjunt IV Abric I, II i VI
- Castell de Castells (la Marina Alta)
  - Barranc de Famorca. Abric V
  - Barranc de Famorca. Abric VII
  - Cova Alta. Abric I
  - Racó dels Sorellets. Abric I
  - Racó dels Sorellets. Abric II
  - Pla de Petracos. Abric III
  - Pla de Petracos. Abric IV
  - Pla de Petracos. Abric V
  - Pla de Petracos. Abric VII
  - Pla de Petracos. Abric VIII

Els altres dos estils d'art rupestre de l'arc mediterrani de la península Ibèrica són l'art llevantí i l'art esquemàtic.